# ドン・グルーシン
ドン・グルーシン（Don Grusin、1941年4月22日 - ）はアメリカ合衆国の音楽プロデューサー、コンポーザー、ピアニスト。アーティストとして活動し始めるまでは経済学の教授を務めていた。
デイヴ・グルーシンは実兄にあたる。

## バイオグラフィ
コロラド州リトルトン生まれ。音楽一家の元で育ち、兄のデイヴと同様に幼少期よりピアノを習うが、バスケットボールや陸上競技を主としていた。コロラド大学では経済学を専攻し、修士号を取得。その後メキシコハリスコ州グアダラハラの自治大学でフルブライト・フェローシップを得る。アメリカに戻った後はフットヒル・カレッジで臨時講師をするが、少しずつ音楽活動にも費やすようになり、ピート・エスコヴェード（Pete Escovedo：シーラ・Eの父親として知られる）、コーク・エスコヴェード（Coke Escovedo：元サンタナ）のエスコヴェード兄弟が率いるアステカに参加。クインシー・ジョーンズに見出され、1975年に彼の日本ツアーに参加。以後、ロサンゼルスを中心に活動。
クラーク・テリーやズート・シムズ、カール・フォンタナ、ゲイリー・バートン等と共演し、名を上げ始める。1978年にはリー・リトナー等とグループ、フレンドシップを結成しエレクトラで録音。兄のデイヴやクインシー・ジョーンズ、ビリー・エクスタイン、ペギー・リー、トム・スコット、リー・リトナー、セルジオ・メンデス、渡辺貞夫、ミルトン・ナシメント、ジルベルト・ジル、ドリ・カイミ（Dori Caymmi）、パティ・オースティン等と共演。音楽プロデューサー、作曲家としても活躍しフュージョン・シーンを盛り上げていった。
1981年に初リーダー作『ドン・グルーシン』を日本のレーベルJVCより発表。1984年には『10K―LA』を発表。2枚のアルバムを残した後、兄デイヴが立ち上げたレーベルGRPレコードに移り、定期的にアルバムを発表。
2003年9月、ロサンゼルスにてかつての仲間達（LAオールスターズ）とライブを行い録音し、その模様を翌年にアルバム『ザ・ハング〜ウィズ・LA フレンズ』として発表。このアルバムはグラミー賞にノミネートされた。2005年には彼の初となるピアノ・ソロ・アルバム『ファイアー・アンド・レイン〜ソロ・ピアノ』をビデオアーツミュージックよりリリース。2006年にはシャカタクのピアニストであるビル・シャープとアルバム『ジオグラフィー』をJVCより発表。

## ディスコグラフィ

### リーダー・アルバム
- 『ドン・グルーシン』 - Don Grusin (1981年、JVC)
- 『10K―LA』 - 10k–LA (1984年、JVC)
- 『スティックス・アンド・ストーンズ』 - Sticks and Stones (1988年、GRP) ※with デイヴ・グルーシン
- 『レイヴィン』 - Raven (1990年、GRP)
- 『ゼファー』 - Zephyr (1991年、GRP)
- 『ノー・ボーダー』 - No Borders (1992年、GRP)
- 『ネイティヴ・ランド』 - Native Land (1993年、GRP)
- 『バナナ・フィッシュ』 - Banana Fish (1994年、GRP)
- Laguna Cove (1998年、Don Grusin Music)
- 『トラベリング・ファンシー (空想旅行)』 - Traveling Fancy (2004年、Floreria/Nippon Crown)
- 『ザ・ハング〜ウィズ・LA フレンズ』 - The Hang (2004年、Sovereign)
- Better Than Christmas (2004年、Nati) ※with Natali Rene
- 『ファイアー・アンド・レイン〜ソロ・ピアノ』 - Old Friends and Relatives (2005年、Video Arts Music)
- 『ジオグラフィー』 - Geography (2006年、JVC) ※with ビル・シャープ
- 『ピアノ・イン・ベニス』 - Piano in Venice (2008年、JVC)
- One Night Only (2011年、CARE Music Group) ※with デイヴ・グルーシン
- 『トランス・アトランティカ』 - Trans Atlántica (2012年、Universal Music of Japan) ※with ビル・シャープ
- Quality Time (2013年、CARE) ※with Peter Fessler
- Out of Thin Air (2020年、Octave Records)

### DVD
- 『ザ・ハング』 - The Hang (2004年、Sovereign) ※ドン・グルーシン&LAオールスターズ名義